# Royal Cercle Sportif La Forestoise
El Royal Cercle Sportif La Forestoise fou un equip de futbol belga de la ciutat de Forest.

## Història
El club va ser fundat el 1909, amb número de matrícula 51. Evolució del nom:
- 1909: CS La Forestoise (CS Vorst)
- 1935: Royal CS La Forestoise (KSK Vorst)
- 1996: Royal Leopold Uccle Forestoise fusionat amb Royal Uccle Leopold FC

## Palmarès
- Segona divisió belga de futbol: 
  - 1941-42

## Futbolistes destacats
- Raymond Braine